# Scott Autrey
Scott Brian Autrey (ur. 9 lipca 1953 w Maywood) – amerykański żużlowiec, występujący również na długim torze.

## Życiorys
W 1972 r. zdobył w Costa Mesa tytuł indywidualnego wicemistrza Stanów Zjednoczonych. Dwukrotnie wystąpił w finałach indywidualnych mistrzostw świata: w 1976 r. w Chorzowie zajął IX miejsce, natomiast w 1978 r. w Londynie zdobył brązowy medal (po zwycięstwie w dodatkowym biegu z Dave'em Jessupem i Jerzym Rembasem). Był również dwukrotnym finalistą drużynowych mistrzostw świata, w 1980 r. we Wrocławiu zdobywając srebrny, a w 1982 r. w Londynie – złoty medal. W 1978 r. wystąpił w finale indywidualnych mistrzostw świata na długim torze, zajmując w Mühldorf XI miejsce.

## Przynależność klubowa
Wielka Brytania
- Exeter Falcons (1973–1979)
- Swindon Robins (1980)
- Poole Pirates (1981–1982)

## Osiągnięcia
Indywidualne mistrzostwa świata
- 1978 – 3. miejsce

Drużynowe mistrzostwa świata
- 1980 – 2. miejsce
- 1982 – 1. miejsce

Indywidualne mistrzostwa Stanów Zjednoczonych
- 1972 – 2. miejsce

Drużynowe mistrzostwa Wielkiej Brytanii
- 1974 – 1. miejsce
- 1976 – 3. miejsce
- 1977 – 2. miejsce